# Caenocryptoides maai
Caenocryptoides maai är en stekelart som beskrevs av Jonathan 1999. Caenocryptoides maai ingår i släktet Caenocryptoides och familjen brokparasitsteklar. Inga underarter finns listade.